# Spaghetti alla puttanesca
Spaghetti alla puttanesca er en traditionel italiensk pastaret med en sovs bestående af hakkede tomater, olivenolie, hvidløg, oliven, kapers og ansjoser. Retten stammer fra begyndelsen af 1960'erne, og første gang den nævnes er i Raffaele La Capria roman Ferito a Morte fra 1961, og retten blev herefter mere populær ifølge Unione Industriali Pastai Italiani, de italienske pastaproducenters forening.

## Navnet
Det findes mange historier om baggrunden for navnet. Journalisten Annarita Cuomo skrev i 2005 i lokalavisen Il Golfo for øerne Ischia og Procida: at retten blev opfundet i 1950-tallet af arkitekt og restauratør Sandro Petti på Ischia for nogen sultne venner en sen sommeraften.